# Mustafa Celen
Mustafa Celen (Rotterdam, 4 maart 1988) is een Nederlandse middenvelder die op dit moment uitkomt voor Rijnsburgse Boys.
Eerder speelde hij in de jeugdopleidingen van Germinal, Alexandria '66 en RKC Waalwijk. Hij debuteerde als prof bij FC Den Bosch en speelde vanaf het seizoen 2009/2010 hij voor HFC Haarlem. Na het faillissement van die club vertrok hij naar de zaterdaghoofdklasser uit Rijnsburg.
Celen maakte zijn debuut in het betaalde voetbal op 19 oktober 2007 tegen Telstar.

## Carrière
| Seizoen | Club         | Wedstrijden | Doelpunten | Competitie     |
| ------- | ------------ | ----------- | ---------- | -------------- |
| 2007/08 | FC Den Bosch | 4           | 0          | Eerste Divisie |
| 2008/09 | FC Den Bosch | 3           | 0          | Eerste Divisie |
| 2009/10 | HFC Haarlem  | 4           | 0          | Eerste Divisie |
| Totaal  |              | 11          | 0          |                |